# João Filipe Bettendorff
João Filipe Bettendorf (Lintgen, Luxemburgo, 25 de agosto de 1625 – Belém do Pará, Brasil Colônia, 5 de agosto de 1698) foi um religioso jesuíta de destacada atuação como missionário na Amazônia durante a época colonial.
Entre 1669 e 1674 e entre 1690 e 1693, foi superior dos jesuítas em missão no Estado do Maranhão e Grão-Pará.

## Biografia

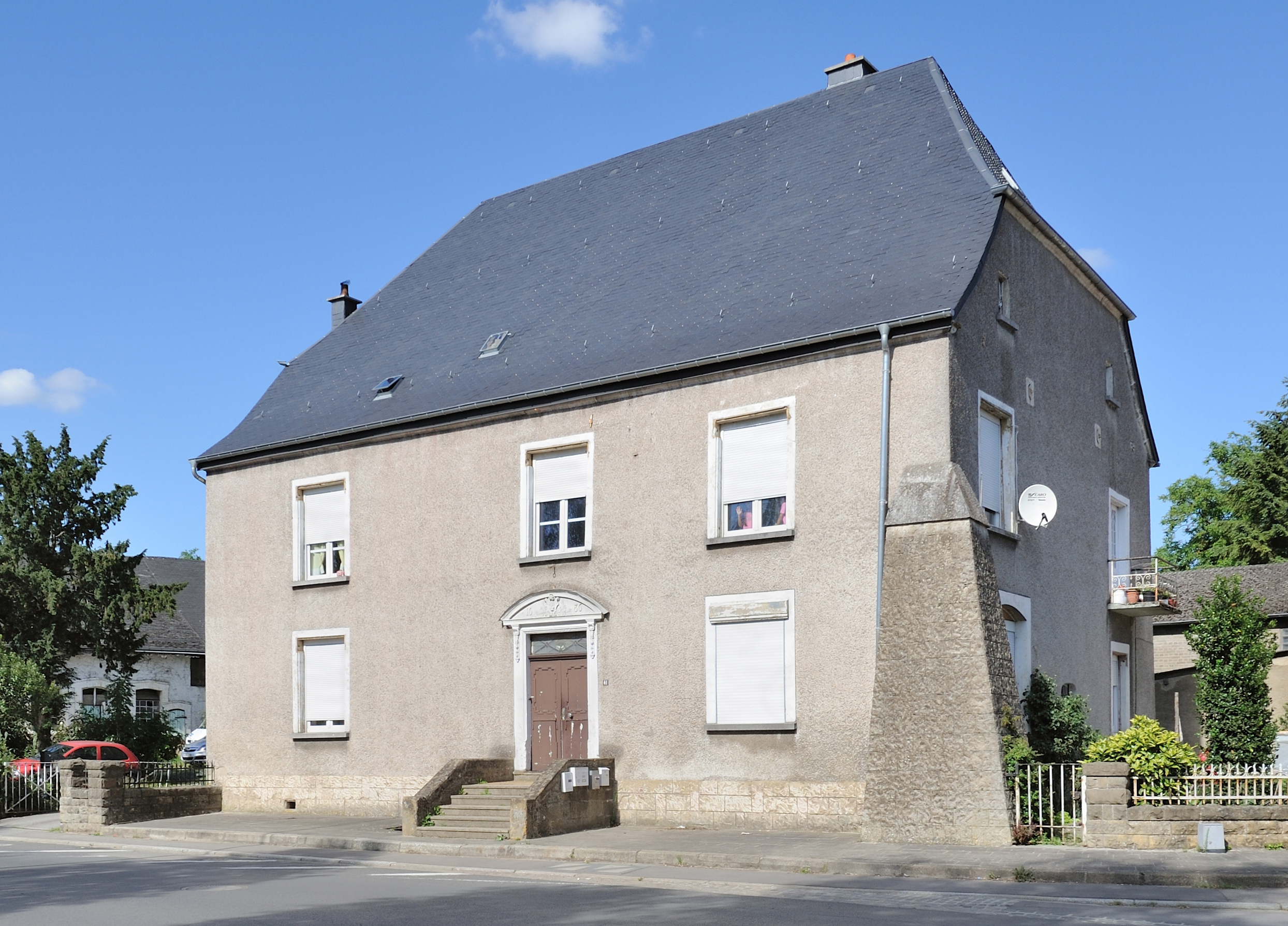
Casa natal de João Filipe Bettendorf em Luxemburgo.

João Filipe Bettendorf ou Johannes Philippus Bettendorff nasceu a 25 de agosto de 1625 em Lintgen, localidade do Condado do Luxemburgo. De família abastada, estudou humanidades no colégio jesuítica do Luxemburgo, filosofia na Universidade de Trier (atual Alemanha) e direito na Universidade de Cuneo (Itália). Em novembro de 1647, ingressou noviciado jesuíta em Tournai e fez diversos estágios em colégios dos Países Baixos Espanhóis. Finalmente, estudou teologia em Douai, na atual França. Era um poliglota que falava alemão, francês, italiano, flamengo, espanhol e latim, sendo considerado extremamente culto.

### Missão do Maranhão
Em 1659, logo após a sua ordenação, foi designado pelo Superior Geral da Ordem Jesuíta para a Missão do Maranhão, na Amazônia Portuguesa. Tal designação atendia aos pedidos de novos missionários do Superior da Ordem no Maranhão, cargo ocupado à época pelo padre Antônio Vieira.
Após uma estadia em Portugal, partiu ao norte do Brasil em companhia de Gaspar Misch, missionário como ele, chegando a São Luís do Maranhão em 20 de janeiro de 1661. Em Portugal e no Brasil aprendeu o nheengatu, ou língua geral, utilizando a gramática redigida pelo padre Luís Figueira, entre outros recursos, tendo inclusive, pouco antes da partida feito uma tradução resumida para o latim da referida gramática.
Após um encontro com Antônio Vieira em Belém, foi encaminhado inicialmente para o aldeamento de Mortigura, nos arredores da cidade, para familiarizar-se com a língua e com o método de evangelização dos nativos. Pouco meses depois, foi encaminhado para a foz do rio Tapajós com o objetivo de fundar um aldeamento. Ali, Bettendorf dedicou-se à catequese dos indígenas, tomando o cuidado de manter boas relações com os chefes tribais locais, de acordo com as orientações da Companhia de Jesus. Pouco tempo depois, eclodiu uma revolta dos colonos de Belém e São Luís contra os jesuítas. A razão do conflito foi uma lei de 9 de abril de 1655, elaborada sob a influência de Antônio Vieira, que colocava os indígenas sob proteção dos padres e impedia sua utilização como mão-de-obra pelos colonizadores. Ao saber da revolta, juntou-se aos jesuítas que estavam em Gurupá. Em 1662, foi colocado em uma embarcação, juntamente com outros seis jesuítas para ser deportado para Lisboa, entretanto, o navio começou a afundar e retornou à Belém, onde ficou em prisão domiciliar até 2 de junho de 1662.
Com a revolta finalizada, Bettendorf foi feito superior jesuíta em Belém em junho de 1662 e, no ano seguinte, foi enviado a São Luís como administrador da missão naquela cidade, a mais importante da Amazônia. Ali, Bettendorf destacou-se pela qualidade da gestão, mas suas cartas ao Superior Geral da Companhia na Europa revelam problemas na relação com os colonos e o abuso sofrido pelos indígenas. Também se queixa dos próprios indígenas, que eram pouco suscetíveis à evangelização.
Em 1668, após a inspeção do padre visitador Manuel Juzarte, Bettendorf foi escolhido como novo Superior da Missão, o cargo mais alto dos jesuítas no Estado do Maranhão e Grão-Pará. Várias reformas foram feitas sob sua gestão, como a elevação em 1670 das casas dos jesuítas em São Luís e Belém à categoria de colégios. Os colégios serviam para a formação de noviços e possuíam biblioteca e oficinas para a produção de objetos litúrgicos. Além disso, serviam de centros onde os padres, normalmente distribuídos em várias missões, se reuniam regularmente, contribuindo assim à coesão da comunidade jesuítica.

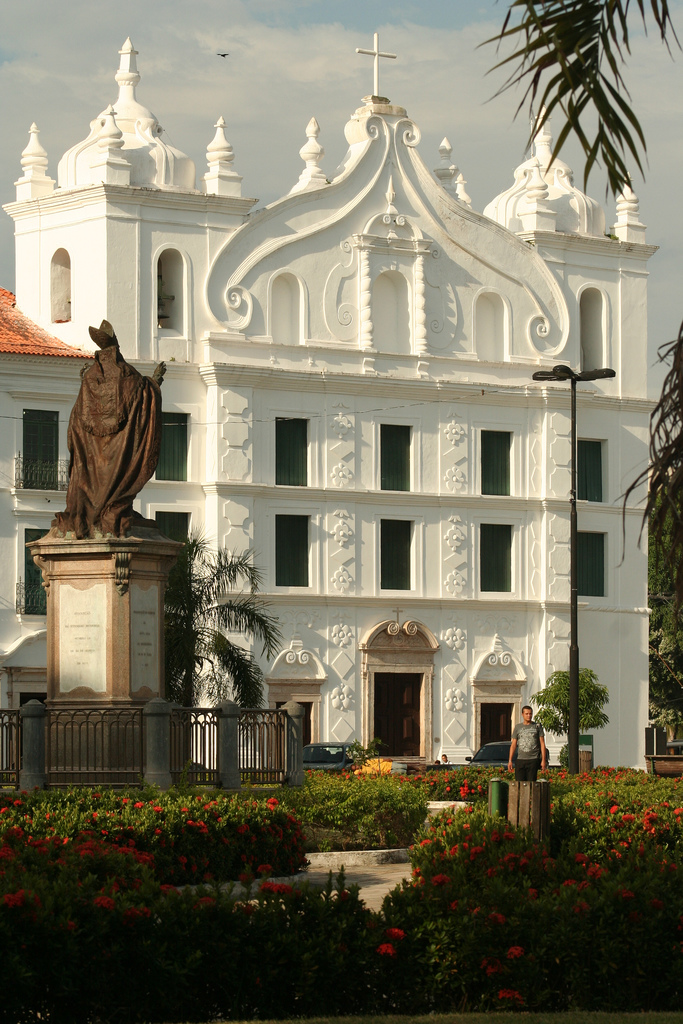
Antiga Igreja e Colégio de Santo Alexandre, onde trabalhou Bettendorf.

No início da década de 1670, a colônia e os jesuítas passaram por dificuldades econômicas. Em 1674, Bettendorf foi sucedido pelo italiano Pedro Luís Consalvi como Superior da Missão e voltou a ser reitor do colégio de São Luís. Naquela cidade, impulsou a construção da Igreja de Nossa Senhora da Luz (atual Catedral de São Luís) e promoveu a economia com o plantio de cacau e a produção e venda de tijolos. Em 1679, o padre visitador Pedro de Pedrosa, com apoio de Consalvi, destituiu Bettendorf do cargo de reitor, mas o processo foi considerado irregular e o padre luxemburguês recuperou seu cargo em 1681. Aqueles anos se caracterizaram também por conflitos administrativos com o bispo da Diocese do Maranhão, fundada em 1677.
No início da década de 1680, Portugal criou novas leis destinadas à integração do Estado do Maranhão ao comércio colonial que geraram conflitos com os povoadores. As leis incluíam disposições, inspiradas pelo padre Antônio Vieira, para incentivar o uso de mão-de-obra escrava africana no lugar da indígena. Assim, em 1684 eclodiu uma nova revolta (Revolta de Beckman), causada em parte pela criação da Companhia do Comércio do Estado do Maranhão e Grão-Pará, criada pela metrópole para monopolizar o comércio, e pela dificuldade de conseguir mão-de-obra indígena e os altos preços dos escravos africanos. Os jesuítas foram considerados parte do problema e todos foram expulsos. Bettendorf, junto com um grupo de padres, foi ao Recife e dali à Salvador da Bahia.[carece de fontes?]

### Em Portugal
Após uma reunião com Antônio Vieira, Bettendorf foi enviado a Lisboa para apresentar a situação à corte portuguesa, onde chegou em outubro de 1684. Em base às negociações de Bettendorf, entre outros, foi redigido em 1686 o Regimento das Missões para regular os aldeamentos indígenas e seu uso como fonte de mão-de-obra para a colônia. Uma vantagem para os jesuítas foi que o Regimento especificava que os padres teriam total controle sobre os aldeamentos, algo em geral resistido pelos colonos. Enquanto em Lisboa, Bettendorf publicou duas obras relacionadas ao trabalho missionário na Amazônia: uma reedição da Arte da Língua Brasílica, gramática tupi do padre Luís Figueira, em 1687, e o Compendio da doutrina christam na Lingua Portugueza & Brasilica, um catecismo bilíngue, em tupi antigo e português, publicado em 1687, escrita pelo próprio Bettendorf.

### Últimos anos
A 3 de agosto de 1688, Bettendorf regressou à Amazônia, onde foi imediatamente recolocado à frente do Colégio de São Luís. Ali, enfrentou o desafio de implementar o novo Regimento das Missões, que ainda era resistido pelos colonos por limitar o acesso ao trabalho indígena. Em 1690, ao término do mandato do padre suíço Jódoco Perret, Bettendorf foi feito novamente Superior da Missão. Impulsou então a educação nos colégios com professores chegados das universidades de Coimbra e Évora, à época administradas pelos jesuítas, o que permitiu ministrar aulas de latim aos filhos dos colonos.
Em 1693, já perto do final do mandato, Bettendorf enfrentou-se à redistribuição dos aldeamentos entre as ordens religiosas presentes na Amazônia. Os jesuítas deixaram várias missões no interior para outras ordens, o que foi recebido favoravelmente por Bettendorf visto que os padres jesuítas não conseguiam cuidar adequadamente da grande quantidade de aldeamentos então existente. Em meados de 1693, assumiu como Superior o padre Bento de Oliveira, e Bettendorf passou um período no interior. Em 1696 regressou a Belém, onde foi assessor do novo Superior, José Ferreira, e participou ativamente nas atividades do Colégio de Santo Alexandre.
Nesses últimos anos, Bettendorf dedicou-se a escrever a "Crônica dos Padres da Companhia de Jesus no Estado do Maranhão (1627-1698)", tarefa que lhe havia sido encomendada pelos superiores Bento de Oliveira e José Ferreira. Morreu antes de concluí-la, em 5 de agosto de 1698.

## Atividade artística

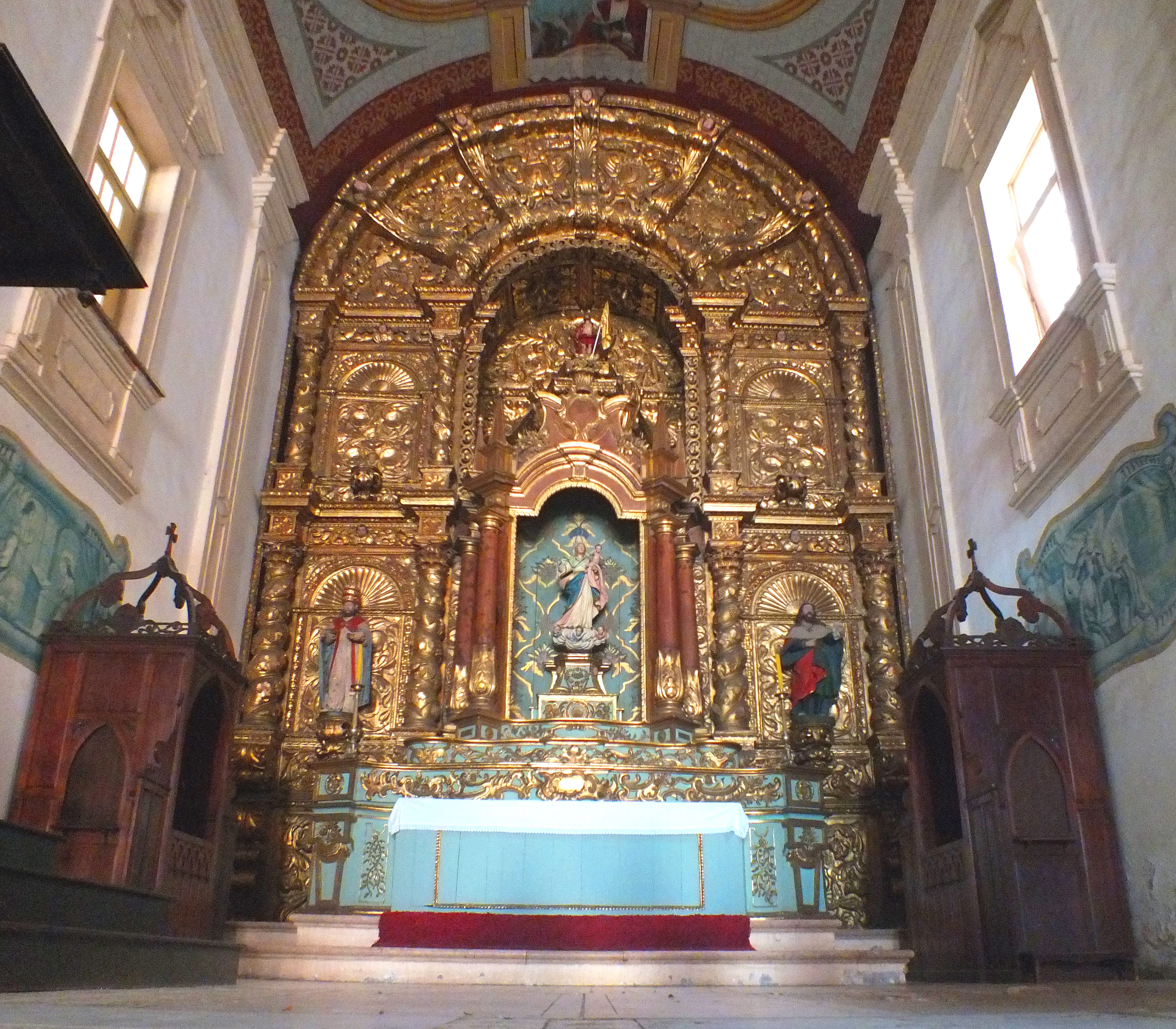
Retábulo da capela-mor da igreja jesuíta de São Luís, desenhado por Bettendorf e esculpido por Manuel Manços.

Entre 1661 e 1695, no contexto de sua atividade evangelizadora, Bettendorf foi o responsável pela construção e decoração pictórica de igrejas na Amazônia, tanto na região de Belém como de São Luís. Sua obra é conhecida pela Crônica que escreveu, na qual documenta seus trabalhos artísticos. Em 1662, construiu uma igreja em Santarém, onde também decorou o retábulo com uma pintura de Nossa Senhora da Conceição. Para a igreja de Monte Alegre, fez em 1681 o frontal do altar e um retábulo com uma pintura, novamente representando N. S. da Conceição. Em São Luís, por volta de 1690, realizou o projeto da Igreja do Colégio de São Luís (atual Catedral de São Luís), além de seu frontispício e retábulos. No interior ainda se encontra o retábulo principal desenhado por ele e esculpido pelo entalhador Manuel Manços.